# Maxville (Oregon)
Maxville (korábban Mac’s Town) az Amerikai Egyesült Államok északnyugati részén, Oregon állam Wallowa megyéjében elhelyezkedő önkormányzat nélküli település.
A helységet 1923-ban alapította a Bowman-Hicks Lumber Company faipari vállalat. Ugyan nem vették figyelembe alkalmazottaik bőrszínét, az érvényben lévő törvények miatt a településen szegregált városrészek, iskolák és baseballcsapatok jöttek létre.

## Története

### Megalapítása
Névadója J. D. Macmillan, a Bowman-Hicks Lumber Company felügyelője; a Maxville elnevezés ebből ered. A vállalat a déli államokból szállított megbízható munkaerőt. Korábban az afroamerikaiakat a szénbányákban alkalmazták, azonban a lelőhelyek kimerülését követően a faiparban helyezkedtek el.

### Faipar
Az oregoni faipar az 1900-as évek elején fénykorát élte: míg máshol az alkalmazottakat általában jelentős túlórákra kötelezték, az oregoni vállalatok biztos megélhetést kínáltak. A maxville-i szolgáltatóipar mindenkit kiszolgált rasszra való tekintet nélkül. A költségek növekedésével a befektetők a szövetségi kormánytól vártak segítséget.

### Afrikai-amerikaiak
Egykor Maxville volt a megye egyetlen olyan települése, ahol afrikai-amerikaiak is éltek: a négyszáz lakosból 40–60 fekete bőrű volt. A szegregációs törvények miatt az afroamerikaiakat az oktatásban, a sportban és a munkahelyeken is elkülönítették, azonban a helyi baseballcsapatok közösen léptek pályára más megyék ellen, a fakitermelés során pedig fehérek és feketék egy helyen dolgozhattak.

## Élet Maxville-ben
A helyiek élete a munka köré összpontosult, így nagyon kevés szórakozási lehetőség volt: a legtöbben halászni és vadászni jártak. A legtöbb lakóházban sem vezetékes víz, sem fűtés volt, valamint ágyi poloskával voltak fertőzöttek. A fakitermelés során rendszeresek voltak a kisebb–nagyobb balesetek: sokan vesztették életüket a rájuk eső farönkök miatt.

## Napjainkban
Az épületek közül mindössze a Bowman-Hicks Lumber Company irodái maradtak fenn. A megyei vásártéren évente a szegregációt bemutató eseményeket rendeznek. A Josephben található Maxville Heritage Interpretive Center a település történetét mutatja be.
Maxville jelentős szerepet játszik a régészhallgatók képzésében. 2012-ben Marv és Rindy Ross ösztöndíjat nyertek az On Higher Ground fiktív együttes létrehozására.

## Fordítás
- Ez a szócikk részben vagy egészben  a   Maxville, Oregon című angol Wikipédia-szócikk ezen változatának fordításán alapul.  Az eredeti cikk szerkesztőit annak laptörténete sorolja fel. Ez a jelzés csupán a megfogalmazás eredetét és a szerzői jogokat jelzi, nem szolgál a cikkben szereplő információk forrásmegjelöléseként.